# Zebrascia buddelundi
Zebrascia buddelundi är en kräftdjursart som beskrevs av Helmut Schmalfuss och Franco Ferrara 1978. Zebrascia buddelundi ingår i släktet Zebrascia och familjen Philosciidae. Inga underarter finns listade i Catalogue of Life.